# James Pankow
James "Jimmy" Pankow, född 20 augusti 1947 i St. Louis, Missouri, är en amerikansk musiker och arrangör. Pankow musikutbildade sig på Quincy College. Han har spelat trombon i musikgruppen Chicago sedan 1967 och har varit medlem i gruppen sedan dess. Han har också varit brassblåsarrangör för gruppen och komponerat flera av deras största hitlåtar till exempel "Make Me Smile" och "Just You 'N' Me". Han har även sjungit på några av gruppens låtar, men det är något han gör mer sällan. Pankow har även dykt upp som gästartist på några av Totos låtar.